# Mutsuro Nakazono
Masahilo (Mutsuro) Nakazono (20 décembre 1918 – 8 octobre 1994) était un acupuncteur, un pratiquant de médecine orientale et un maître d'aïkido 7e dan Aïkikaï avec une solide expérience en judo.
Né dans la préfecture de Kagoshima, il s'établit en France en 1961 où il demeura jusqu'au début des années 1970 en tant que représentant de l'Aïkikaï. Puis il s'installa quelques années à Santa Fé, aux États-Unis. Il dirigea la Nakazono Clinic, un centre de soins naturels à San Diego.
Nakazono était reconnu comme une autorité en kototama et médecine de vie Inochi thérapie. Il écrivit quelques ouvrages publiés à compte d'auteur sur le sujet. Son étude du kototama était initiée sur ce qu'il avait appris auprès de Morihei Ueshiba, fondateur de l'aïkido. Morihei Ueshiba est réputé avoir atteint une certaine maîtrise en kototama, mais peu de ses élèves à part Nakazono entreprirent une étude approfondie. Il  continua cette recherche auprès de Koji Ogasawara. 
Nakazono fut aussi intéressé par les aspects spirituels de l'art de guérir. Issu d'une longue lignée familiale de guérisseurs, il transmit à son fils Jiro Nakazono sa recherche sous son double aspect d'art martial avec l'aïkido et de soin spirituel avec l'art de la guérison spirituelle.
En 2007, une commémoration organisée par ses élèves se tint à Rosfall, en Suisse, ainsi qu'à Neath, au Royaume-Uni, en l'honneur de leur maître.